# Maggaly Nguema
Maggaly Nguema (sinh 1993) là một thí sinh tham gia các cuộc thi sắc đẹp Gabon được trao vương miện Hoa hậu Gabon 2014 và đại diện cho Gabon tham gia cuộc thi Hoa hậu Hoàn vũ 2014.

## Đầu đời
Nguema là sinh viên năm 3, Cử nhân tại Viện Khoa học và Quản lý Quốc gia (INSG). Ngoài ra, cô cũng là một người mẫu.

## Các cuộc thi

### Hoa hậu Gabon 2014
Nguema được trao vương miện chiến thắng Hoa hậu Gabon năm 2014. Cô được trao vương miện bởi Jennifer Ondo Mouchita, Hoa hậu Gabon năm 2013. Cô đại diện cho tỉnh cửa sông (tỉnh de l'Estuaire) và giành vương miện Hoa hậu Gabon vào ngày 30 tháng 11 năm 2013 tại Libreville.

### Hoa hậu quốc tế 2014
Nguema đại diện cho Gabon tại cuộc thi Hoa hậu Quốc tế 2014, cuộc thi mà cô đã cạnh tranh để kế vị người chiến thắng Hoa hậu Quốc tế 2013, Bea Santiago của Philippines.

### Hoa hậu Siêu quốc gia 2014
Nguema là thí sinh đại diện cho Gabon tham gia cuộc thi Hoa hậu Siêu quốc gia 2014, cuộc thi mà cô cạnh tranh để trở thành Hoa hậu tiếp theo kế vị hoa hậu hiện tại Mutya Datul của Philippines tuy nhiên kết thúc với vị trí thứ nhì. Danh hiệu và vương miện Hoa hậu Siêu quốc tế 2014 về sau đã thuộc về Hoa hậu Asha Bhat của Ấn Độ.

### Hoa hậu Hoàn vũ 2014
Nguema đại diện cho Gabon tham gia cuộc thi Hoa hậu Hoàn vũ 2014, cuộc thi mà cô đã cạnh tranh để trở thành người kế vị Hoa hậu Hoàn vũ 2013, Gabriela Isler của Venezuela.